# 謝利謝 (巴里希夫卡區)
50°24′7″N 31°18′34″E / 50.40194°N 31.30944°E
塞利什切（烏克蘭語：Селище）是位於烏克蘭北部的村莊，由基辅州布羅瓦里區的巴里希夫卡市鎮負責管轄。該村始建於1593年，面積2.88平方公里，海拔高度109米，2001年人口944，人口密度每平方公里327.8人。